# Католицька церква в Габоні
Като́лицька це́рква в Габо́ні — найбільша християнська конфесія Габону. Складова всесвітньої Католицької церкви, яку очолює на Землі римський папа. Керується конференцією єпископів. Станом на 2004 рік у країні нараховувалося близько 615 000 католиків (46,42% від усього населення). Існувало 6 діоцезій, які об'єднували 64 церковних парафій.  Кількість  священиків — 118 (з них представники секулярного духовенства — 57, члени чернечих організацій — 61), постійних дияконів — 1, монахів — 95, монахинь — 167.